# Bosse Kindberg
Bosse Kindberg är en svensk regissör och manusförfattare som har medverkat i närmare 150 avsnitt till tv-serier som Skilda Världar, Vänner & Fiender och Vita Lögner Han har producerat dokumentärer för SVT och informationsfilmer för myndigheter, samt andra uppdragsgivare. Bosse Kindberg debuterade 2020 som deckarförfattare på Joelsgården förlag med boken "Mordet i Bollasjö"